# 錢大昭
钱大昭（1744年—1813年），字晦之，江苏嘉定（今属上海）人，清朝学者，钱大昕之弟，兄弟之間，年齡差二十歲。

## 生平
嘉庆元年举孝廉方正。从游于其兄，时有“两苏”之比。曾参加校录四库全书。
钱大昭学问渊博，于经、史皆有造诣。主张由训诂入手研究经学，从明事入手研究史学。对两汉正史尤其精通。

## 著作
著有《尔雅释文补》三卷。《广雅疏义》二十卷；《说文统释》六十卷，《两汉书辨疑》四十卷，《三国志辨疑》三卷，《后汉书补表》八卷，《诗古训》十二卷，《经说》十卷，《补续汉书艺文志》二卷，《后汉郡国令长考》一卷，《迩言》二卷。

## 延伸阅读
[在维基数据编辑]
 《清史稿/卷481》，出自趙爾巽《清史稿》